# KTM X-Bow
KTM X-Bow är en sportbil som tillverkas av motorcykeltillverkaren KTM.
KTM X-Bow väger omkring 790 kilogram och har en tvåliters turbomotor från Audi med 240 hästkrafters effekt. Enligt tillverkaren accelererar bilen från 0 till 100 kilometer i timmen på 3,9 sekunder.
Efter premiären på Internationella bilsalongen i Genève kommer 100 exemplar tillverkas och säljas. Från början skulle 500 bilar per år tillverkas, men intresset var stort så antalet fördubblades till 1000 bilar per år. Dessutom byggdes en helt ny fabrik för tillverkningen. Bilen används under motorsportfestivalen Race of Champions sedan 2008.
Bilen finns i flera olika modeller och det som skiljer dessa åt är hur mycket kolfiber som bilen har vilket påverkar vikten. Modellen Superlight är i 100 procent kolfiber och kostade cirka 85 000 euro exklusive moms. Denna modell väger 790 kilo. 